# Sihem Bensedrine
Sihem Bensedrine (La Marsa, 28 d'octubre de 1950), Llicenciada en Filosofia per la Universitat de Tolosa, és una periodista tunisenca, compromesa amb la lluita contra el règim de l'expresident Ben Ali, que l'ha engarjolat diverses vegades. Escriptora i portaveu del Consell Nacional per les Llibertats de Tunis, és considerada una de les figures clau de la resistència contra la dictadura al seu país. Ha anat a la presó en diverses ocasions per defensar la llibertat de premsa i les violacions dels drets civils. Malgrat totes les intimidacions que ha rebut, ha criticat el règim de Ben Ali des que aquest va arribar al poder el 1987. És la fundadora del diari de l'oposició Kalima, a través del qual denuncia les violacions dels drets humans, el govern mafiós i l'assetjament policial que sofreix diàriament.Durant els anys 2010-2011 fou acollida a Barcelona dins del programa del PEN català.

## Biografia
Va néixer a La Marsa, a prop de Tunis i va anar a França per estudiar a la universitat de Tolosa, on es va llicenciar en filosofia.
El 1980 es va convertir en reportera de la revista independent Le Phare. Quan la revista va deixar de publicar-se, es va convertir en cap política al Magreb, i després a Réalités. Quan Magreb va deixar de publicar-se a causa dels disturbis alimentaris el 1983, es va convertir en la redactora en cap de Gazette Touristique i va fundar l'Hebdo Touristique. Al mateix temps, estava supervisant el diari opositor El Mawkif.
Va fundar l'editorial Arcs el 1988, però va fer fallida el 1992 a causa de la crisi dels drets humans. El 1998 es va convertir en cap literària de l'editorial Noir sur Blanc.
El 1998, va fundar el Conseil National pour les Libertés a Tunisie (CNLT), del qual va ser la portaveu principal.
Des del 1999, ella i els seus negocis van ser objecte de nombroses accions policials i judicials, com ara la confiscació i la destrucció de béns i una campanya de difamacions personals en què va ser retratada com a prostituta, a causa de la seva llibertat de premsa i activitats de drets humans.
El 2000, va cofundar la revista en línia Kalima amb Naziha Réjiba. El 2001, Réjiba i Bensedrine van fundar el grup Observatoire de la Liberté de la Presse, de L'Edition et de la Création (OLPEC), que promou la llibertat de premsa.
el 17 de juny de 2001, Bensedrine va aparèixer a la cadena de televisió "Le Grand Magreb", Al Mustaquilla, amb seu a Londres. Va ser obertament crítica amb la corrupció a Tunísia i el seu govern. El 26 de juny de 2001, va ser arrestada a l'aeroport de Tunis Carthage després d'una entrevista televisiva en què denunciava abusos de drets humans, inclòs l'ús sistemàtic de la tortura i la corrupció judicial generalitzada. Va ser acusada de difondre "notícies falses amb l'objectiu de pertorbar l'ordre públic", "difamar" i "perjudicar la institució judicial". Va haver-hi molta confusió sobre si havia estat detinguda o no, ja que no s'havien seguit els procediments legals habituals de Tunísia. Més tard, els membres d'Advocats Sense Fronteres van confirmar que havia estat detinguda i es van mantenir els procediments legals adequats.
El 10 de juliol de 2001, Bensedrine va ser guardonada amb el "Premi especial per al periodisme de drets humans sota amenaça" als premis internacionals dels mitjans de comunicació d'Amnistia. El seu marit i la seva filla van rebre el premi en nom seu. El 12 d'agost, Bensedrine va ser alliberada a causa del suport generalitzat, tant a Tunísia com a l'estranger, particularment a França. La detenció de Bensedrine va estar positivament relacionada amb la seva aparició a la cadena de televisió Al Mustaquilla i la seva aparició el 17 de juny de 2001 va ser citada pel Govern de Tunísia com a prova en un cas de difamació que van perseguir contra la cadena de televisió Al Mustaquilla.
El 2004, Bensedrine va ser guardonada pels periodistes canadencs per la lliure expressió amb el premi Internacional de la llibertat de premsa en reconeixement del seu coratge en la defensa i la promoció de la llibertat de premsa.
El 2005, Bensedrine va ser guardonada amb el premi Oxfam Novib / PEN.
El 2008, Bensedrine va rebre el premi del Fons danès per a la pau com a reconeixement del seu compromís incansable amb la causa de la democràcia i el govern d'una llei a la pàtria i pels seus esforços per organitzar xarxes entre activistes de drets humans al món àrab.
El 2011, va rebre el premi Alison Des Forges per Human Rights Watch en reconeixement dels seus vint anys treballant per exposar violacions de drets humans sota l'expresident tunisí Ben Ali. El premi "celebra la valentia de les persones que posen la seva vida en línia per protegir la dignitat i els drets dels altres". També va guanyar el premi IPI Free Media Pioneer.
Radio Kalima figurava entre les dotze emissores de ràdio que es va rebre la recomanació de l'Autoritat Nacional per a la Reforma de la Informació i la Comunicació (NAICR) de ser concedida una llicència, però a partir del setembre encara estaven esperant la benedicció del govern interí.
Des de 2014, Ben Sidrine ha encapçalat la Comissió de la Veritat i la Dignitat a Tunísia, una comissió constitucional encarregada de testimoniar audiència de víctimes de tortures i corrupció sancionades per l'estat entre 1955 i 2011. La comissió va celebrar la seva primera sessió d'audiència pública el 18 de novembre.

## Publicacions
- Lettre à une amie irakienne (disparue), coll. Cahiers libres, éd. La Découverte, Paris, 2003 ISBN 9782707141910
- L'Europe et ses despotes avec Omar Mestiri, coll. Cahiers libres, éd. La Découverte, Paris, 2004 ISBN 9782707144362